# Olympische Sommerspiele 1992/Teilnehmer (Zaire)
| Gelbes Symbol für Goldmedaillen mit stilisierten Olympischen Ringen | Graues Symbol für Silbermedaillen mit stilisierten Olympischen Ringen | Braundes Symbol für Bronzemedaillen mit stilisierten Olympischen Ringen |
| ------------------------------------------------------------------- | --------------------------------------------------------------------- | ----------------------------------------------------------------------- |
| —                                                                   | —                                                                     | —                                                                       |

Zaire nahm an den Olympischen Sommerspielen 1992 in Barcelona, Spanien, mit einer Delegation von 17 Sportlern (15 Männer und zwei Frauen) an 14 Wettkämpfen in vier Sportarten teil. Medaillen konnten keine gewonnen werden. Es war die vierte Teilnahme an Olympischen Sommerspielen für das Land. 

## Teilnehmer nach Sportarten

### Boxen
Herren
- Mohamed Siluvangi
  - Mittelgewicht

Runde eins: Freilos
Runde zwei: ausgeschieden gegen Chris Johnson aus Kanada durch Disqualifikation in der dritten Runde
Rang neun

### Judo
Herren
- Ilualoma Isako
  - Mittelgewicht

Rang 17

- Musuyu Kutama
  - Halbmittelgewicht

Rang 34

- Lusambu Mafuta
  - Leichtgewicht

Rang 13

- Dikubenga Mavatiku
  - Halbleichtgewicht

Rang 17

- Mamute Mbonga
  - Halbschwergewicht

Rang 21

- Bosolo Mobando
  - Superleichtgewicht

Rang 23

### Leichtathletik
Damen
- Christine Bakombo
  - Marathon

Finale: 3:29:10 Stunden, Rang 37

- Muyegbe Mubala
  - 100 Meter

Runde eins: ausgeschieden in Lauf fünf (Rang acht), 12,76 Sekunden

Herren

4 × 400 Meter Staffel
- Ergebnisse
Runde eins: ausgeschieden in Lauf eins (Rang acht), 3:21,91 Minuten
- Mannschaft
Luasa Batungile
Ilunga Kafila
Shintu Kibambe
Kaleka Mutoke

Einzel
- Ilunga Kafila
  - 800 Meter

Runde eins: ausgeschieden in Lauf eins (Rang acht), 1:57,73 Minuten

- Willy Kalombo
  - Marathon

Finale: 2:23:47 Stunden, Rang 50

- Kaleka Mutoke
  - 1500 Meter

Runde eins: ausgeschieden in Lauf vier (Rang zehn), 3:53,71 Minuten

### Radsport
Herren
- Mobange Amisi
  - Straßenrennen 194 km

Finale: Rennen nicht beendet (DNF)

- Selenge Kimoto
  - Straßenrennen 194 km

Finale: Rennen nicht beendet (DNF)

- Ndjibu N’Golomingi
  - Straßenrennen 194 km

Finale: Rennen nicht beendet (DNF)